# Flexible Path
Flexible Path – strategia NASA dotycząca kosmicznych lotów załogowych na najbliższe kilkadziesiąt lat.
Zwrot flexible path (dosłownie „elastyczna ścieżka”) pojawił się po raz pierwszy w 2009 roku w trakcie obrad komisji Augustine, która badała stan programu Constellation. Komisja dowiodła, że niemożliwe jest lądowanie na Księżycu przed 2030 rokiem z uwagi na ograniczenia budżetu agencji.
1 lutego 2010 roku, Charles Bolden (administrator NASA) ogłosił propozycję nowego budżetu NASA na lata 2011–2015, której autorem był prezydent Stanów Zjednoczonych Barack Obama. Zaproponowano m.in. anulowanie programu Constellation, przedłużenie obecności ISS na orbicie przynajmniej do 2020 roku, powierzenie lotów na niską orbitę wokółziemską (LEO) komercyjnym dostawcom (np. firmie SpaceX), zwiększenie nakładów na badania, budowę nowej rakiety nośnej po 2015 roku, rozwój technologii i misje bezzałogowe. Ponadto, loty poza LEO miały być realizowane w ramach strategii Flexible Path. Zaproponowano loty poza LEO do celów, które nie wymagałyby budowy kosztownego i ciężkiego lądownika. Takimi potencjalnymi celami są: orbity (geostacjonarna i księżycowa), punkty L i planetoidy bliskie Ziemi (NEO). Ponadto, zaproponowano stopniowe wydłużanie misji (od kilku dni do kilku miesięcy) co pozwoli na przetestowanie technologii i zdobycie doświadczenia, co zaowocuje podczas lotu ku nadrzędnemu celowi Flexible Path. Tym celem dla amerykańskiej agencji kosmicznej będzie Mars, który zostanie osiągnięty około 2040 roku. Wcześniej, około 2035 roku, nastąpi wyprawa w kierunku większego księżyca Marsa – Fobosa.